# CM-45 (Spanje)

De CM-45

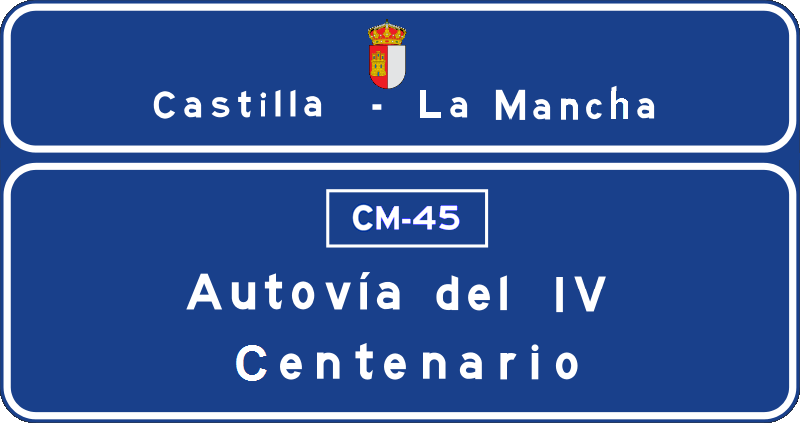

De CM-45 of de Autovía del IV Centenario is een autovía in Castilië-La Mancha. De snelweg vormt de verbinding tussen Ciudad Real en Almagro over een afstand van 30 kilometer. De snelweg werd opengesteld in 2005 en zou op termijn 145 kilometer lang moeten worden.